# Семакино
Семакино — деревня в Сокольском районе Вологодской области на реке Корбанка.
Входит в состав Воробьёвского сельского поселения, с точки зрения административно-территориального деления — в Воробьёвский сельсовет. Расположена к югу от автодороги А123.
Расстояние по автодороге до районного центра Сокола — 60 км, до центра муниципального образования Воробьёва — 4 км. Ближайшие населённые пункты — Заднее, Середнее, Заполье, Корино, Новое, Пашиково.
По переписи 2002 года население — 5 человек.